# Annatherapsidus
Annatherapsidus è un terapside estinto, appartenente ai terocefali. Visse nel Permiano superiore (circa 259 - 252 milioni di anni fa) e i suoi resti fossili sono stati ritrovati in Russia.

## Descrizione
Questo animale doveva essere di dimensioni medie se rapportato ad altri suoi simili; il cranio di Annatherapsidus era lungo circa 22 centimetri, e l'animale intero poteva superare i 90 centimetri. Annatherapsidus era dotato di un cranio più largo e più corto di quello di altri terocefali come Scylacosaurus, e possedeva anche un muso meno appuntito. Le coane erano allungate e raggiungevano il livello dei postcanini più arretrati. Le aperture temporali erano di grandi dimensioni e di forma ovoidale.

## Classificazione
Annatherapsidus era un membro relativamente derivato dei terocefali, il grande gruppo di terapsidi molto differenziato che visse tra il Permiano medio e il Triassico inferiore. In particolare, Annatherapsidus è considerato un rappresentante della famiglia Akidnognathidae, comprendente numerose forme come Moschorhinus, Akidnognathus ed Euchambersia.
I primi fossili di questo animale vennero ritrovati nella zona di Sokolki lungo la Dvina settentrionale, nell'oblast di Arcangelo in Russia, e vennero descritti da Amalitzky nel 1922 come Anna petri. Fu poi Oskar Kuhn nel 1963 a cambiare il nome generico in Annatherapsidus, dal momento che il nome Anna era già stato utilizzato per descrivere un altro genere di animale. Oltre alla specie tipo Annatherapsidus petri è nota anche la specie A. postum, descritta da Ivakhnenko nel 2011 sulla base di una mandibola proveniente da Nizhnii Novgorod, in Russia.